# فرودگاه ائوستا
فرودگاه ائوستا (به انگلیسی: Aosta Airport) (به زبان بومی: Aeroporto regionale della Valle d'Aosta "Corrado Gex") یک فرودگاه همگانی با کد یاتا AOT است که یک باند فرود آسفالت دارد و طول باند آن ۱۴۹۹ متر است. این فرودگاه در شهر ائوستا کشور ایتالیا قرار دارد و در ارتفاع ۵۴۶ متری از سطح دریا واقع شده است.